# Rathlousdal
Rathlousdal er en herregård der ligger i udkanten af Odder i Odder Sogn i Odder Kommune. Den hed tidligere Loverstrup og er kendt fra 1500-tallet, hvor den først hørte under Bygholm ved Horsens, senere under Åkær. Den fik navnet Rathlousdal efter en af rigsdrost Joachim Gersdorffs arvingers mand, hofmester Gregorius Ratlou, som blev gift med Margrethe Gersdorff.
Overtaget i 1771 af Joachim Otto Schack-Rathlou, som havde Rathlousdal indtil 1800. Han var medlem af statsrådet 1772-1788.

## Bygningerne
Hovedbygningen var fra 1760'erne, men sidefløjene blev revet ned i 1910 efter en brand og erstattet med de nuværende palæer. Resten af den oprindelige hovedbygning blev revet ned i 1950. Fra 1942 til 1945 havde hovedbygningen været beslaglagt af de tyske besættelsestropper, og det havde slidt hårdt på bygningerne.
Der har tidligere ligget en bindingsværksgård på stedet.
Fra Odder fører en imponerende allé med 200 år gamle lindetræer ud til godset.
Rathlousdal Gods er på 1240 hektar med Lundhof

## Rathlousdal Skov
Rathlousdal Skov, der ligger nord for godset, er præget af sit tilhørsforhold til godset, og har delvist været brugt som park. Bl.a. ses en stor obelisk rejst i 1778 for godsejerens datter, Dorthea Sophie, der var den eneste af godsejerens 11 børn, der levede længe nok til at blive voksen. Der har også tidligere ligget et gravkapel for godsets ejere i skoven. Dette er imidlertid nu er dækket af sand.
En af de mest aktive godsejere på Rathlousdal var Emil von Holstein-Rathlou, der i 1878 lod indrette en dyrepark i skoven bag godset. Dyreparken havde offentlig adgang og husede bl.a. bjørne, rådyr, dådyr, kronvildt og kænguruer. Fra denne tid er stadig bevaret bjørnegrotten, hvor der dog kun i ca. ti år levede bjørne. Der var tale om russiske bjørne, men da pasningen gav for store problemer for godsejeren blev de foræret til Zoologisk Have i København.
Odder Å fører gennem skoven, via godsets fiskedamme.

## Naturfredning
Herregårdslandskabet ved Rathlousdal og Vejlskov syd for Odder, et 368 hektar stort område, blev fredet i 1979. Den 600 meter lange lindeallé lige ved godset blev fredet allerede i 1949. Der mangler flere lindetræer i alleen og Odder Kommune har haft ønske om at udvide vejen, fælde alleen og plante en ny, men Fredningsnævnet har pålagt kommunen at genplante de manglende træer. Der har været flere vejplaner gennem området, og fredningen blev til en mærkesag for et stort antal af Odders borgere og lokalafdelingen af Danmarks Naturfredningsforening øgede medlemstallet fra 200 til 1200 da sagen blev behandlet i slutningen af 1970'erne. 

## Ejere af Rathlousdal
- (1536-1570) Kronen
- (1570-1580) Knud Mogensen Løvenbalk
- (1580-1661) Kronen
- (1661) Joachim Gersdorff
- (1661-1674) Joachim Gersdorffs dødsbo
- (1674-1681) Gregorius von Rathlou
- (1681-1698) Margrete Joachimsdatter von Gersdorff
- (1698-1710) Frederik Carl von Rathlou / Christian von Rathlou
- (1710-1752) Christian von Rathlou
- (1752-1771) Dorothea Sophie Joachimsdatter von Schack
- (1771-1800) Joachim Otto Schack Rathlou
- (1800-1828) Christian Frederik von Holstein-Rathlou
- (1828-1846) Niels Rosenkrantz von Holstein-Rathlou
- (1846-1850) Niels Rosenkrantz von Holstein-Rathlou
- (1850) Julie von Leitner
- (1850-1919) Christian Frederik Emil von Holstein-Rathlou
- (1919-1957) Adolf Viggo Rudolf Huno von Holstein-Rathlou
- (1957-1961) Viggo Rudolf Huno von Holstein-Rathlou
- (1961-1965) Edward Tesdorpf
- (1965-1970) Edward Tesdorpf / Iver Edward Tesdorpf
- (1970-2007) Iver Edward Tesdorpf
- (2007-) Iver Edward Tesdorpf / Johan Peter-Henrik Tesdorpf

## Eksterne kilder og henvisninger
- Hjemmeside
- Herremanden : en adelig families storhed og fald af Jesper Laursen & Eva Schmidt. Udgivet af Moesgaard Museum 2013. ISBN 9788712049876
- Rathlousdal - en herregård i Odder af Eric Pettersson. ISBN 9788711624982
- Rathlousdal i Kystlandet
- Rathlousdal og Gersdorffslund
- Rathlousdal
- Natur

- Wikimedia Commons har flere filer relateret til Rathlousdal

1. ↑  Om fredningen på fredninger.dk

55°57′53″N 10°7′30″Ø / 55.96472°N 10.12500°Ø